# Auburn (Washington)
Auburn je město ve Spojených státech amerických. Nachází se v okrese King County ve státě Washington. Ve městě žije přibližně 87 tisíc obyvatel a jeho rozloha činí 77,4 km². Bylo založeno 13. června 1891 a protéká jím řeka Green River. Ze severu sousedí s městem Kent a ze západu s městem Federal Way. Leží asi 45 kilometrů od centra Seattlu, největšího města ve státě.